# Música da Hungria
A música da Hungria propriamente dita começou a ser desenvolvida a partir do estabelecimento do Reino da Hungria na virada dos séculos X e XI, com a mistura de elementos locais, herdados dos magiares (por parte da aristocracia) e dos eslavos (por parte dos camponeses) com o cantochão cristão e, mais tarde, com a música secular que se desenvolveria na Europa Ocidental e, ainda, no século XVI, a música turca, quando o povo turco ocupou parte da Hungria.

## História

### Do estabelecimento do Reino da Hungria às ocupações estrangeiras
Os descendentes de Estevão I, primeiro rei da Hungria, governaram o local por três séculos; durante este período, a música local era constituída por três elementos: canções folclóricas; menestréis e cantores épicos; e o cantochão da igreja. Neste último, elementos de canto gregoriano foram injetados no século XII e a música era monódica, e assim permaneceu por muito tempo. Elementos locais eram encontrados tanto na música das vilas quanto na das cortes, especialmente instrumentos de sopro.
A partir do século XIV, o reino da Hungria passou a ter mais contato com as culturas da Europa Ocidental, e isso se refletiu na música, com a música secular crescendo em popularidade. Contudo, a música folclórica local era rejeitada pelos eruditos; assim, diferentemente de outros países como França, Itália, Inglaterra, Espanha e Polônia, a Hungria absorvia muitos elementos vindos do oeste em detrimento da própria tradição local - exceto a poesia medieval lírica e épica.
Em finais do século XV, o prestígio da música húngara se refletiu na estadia do consagrado músico Adrian Wilheart, bem como na declaração de um núncio apostólico que teria descrito o canto da Capela Real Húngara como o melhor que ele já havia ouvido em algum lugar.

### Período de território desmembrado

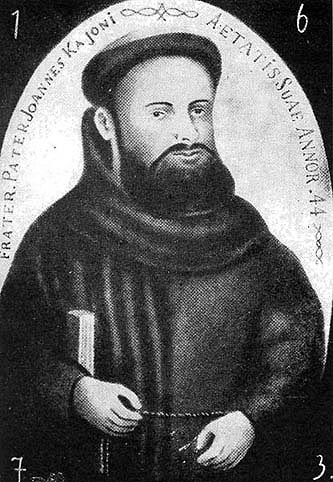
Johannes Caioni

Como consequência da Batalha de Mohács, a Hungria teve seu território original dividido em três: o Reino da Hungria, que reunia partes do norte húngaro e outros territórios; a parte central (correspondente ao atual território do país), convertida em parte do Império Otomano; e a Transilvânia, que manteve-se de certa forma autônoma, porém como vassala dos otomanos.
Esse período coincidiu com o da Reforma, o que poderia ter transformado a Hungria cristã em protestante. Contudo, a música cristã recebeu um estímulo devido à presença de órgãos em várias das igrejas locais. Mais tarde, no século XVII, surge o primeiro compositor de polifonia vocal: Johannes Caioni.
Foi a partir de então que os músicos reformistas começaram a adotar melodias folclóricas na música religiosa, iniciando finalmente o processo de integração das duas frentes musicais. O músico e cronista Sebestyén Tinódi Lantos foi figura essencial nessa fase.
De qualquer forma, nessa era muitos músicos húngaros preferiram deixar sua conturbada terra natal para se aventurarem em outros países.

### Reconquista territorial e nacionalismo

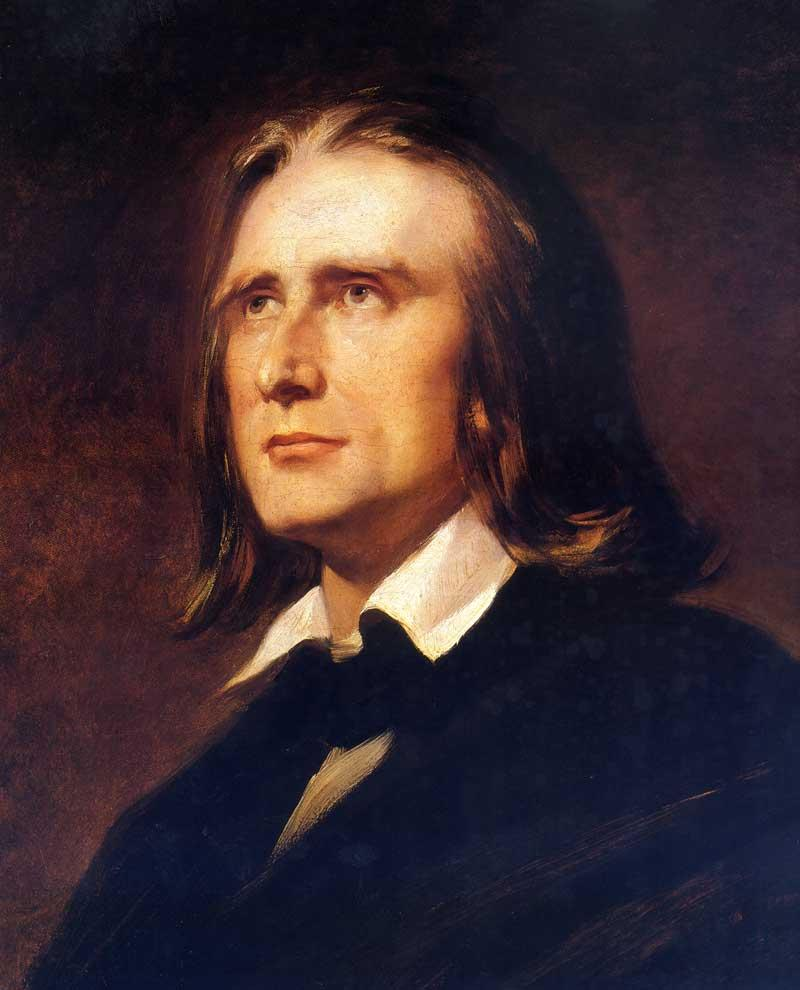
Retrato de Franz Liszt por Wilhelm von Kaulbach

Ainda no século XVII, a aristocracia húngara detinha papel fundamental na música do país, mas preferia músicos e estilos estrangeiros. O trabalho do músico Pal Esterhazy começou a apontar para uma nova direção, mas uma nova mudança deu novos rumos ao país: tropas habsburgas expulsaram os turcos das terras húngaras e a Hungria passou a ser um território austríaco, porém com elevada autonomia. Assim, a música húngara passou a sofrer forte influência da capital da Áustria, Viena.
A música folclórica húngara seguiu sobrevivendo principalmente no repertório dos revoltosos anti-Habsburgo, denominados kurucs. Essa música popular tinha influências do barroco, do rococó e da Turquia.
Próximo ao final do século XVIII, desenvolveu-se na Hungria uma de suas expressões musicais mais relevantes: o verbunkos. No século seguinte, como em boa parte da Europa, o nacionalismo se abateu sobre o país e isso se refletiu na música; quatro grandes compositores nasceram a se desenvolveram nesse contexto: Ferenc Erkel, Mihály Mosonyi, Joszef Joachim e aquele que é considerado o maior compositor húngaro de todos os tempos: Franz Liszt.
Naquela altura, a música se dividia entre esses compositores considerados nacionalistas, mas que se inspiravam na música alemã; e a música da corte, centrada nos verbunkos. É neste contexto que Bela Bartók e Zoltán Kodály, dois dos maiores compositores e musicólogos húngaros, iniciaram suas jornadas no interior do país para fins de pesquisa e registro dos sons folclóricos locais.